# Giochi della Lusofonia 2006
I I Giochi della Lusofonia si sono svolti dal 7 al 15 ottobre 2006 à Macao (Cina).

## Paesi partecipanti
- Angola
- Brasile
- Capo Verde
- Guinea-Bissau
- Guinea Equatoriale (membro associato)
- India (membro associato)

- Macao
- Mozambico
- Portogallo
- São Tomé e Príncipe
- Sri Lanka (membro associato)
- Timor Est

## Sport
- Atletica
- Beach volley
- Calcio
- Calcio a 5
- Pallacanestro
- Pallavolo
- Taekwondo
- Tennis tavolo

## Medagliere
| Posiz. | Nazione             | Oro | Argento | Bronzo | Totale |
| ------ | ------------------- | --- | ------- | ------ | ------ |
| 1      | Brasile             | 29  | 19      | 9      | 57     |
| 2      | Portogallo          | 12  | 18      | 21     | 51     |
| 3      | Sri Lanka           | 3   | 2       | 1      | 6      |
| 4      | Mozambico           | 2   | 0       | 3      | 5      |
| 5      | Capo Verde          | 1   | 1       | 4      | 6      |
| 6      | Macao               | 0   | 3       | 11     | 14     |
| 7      | Angola              | 0   | 3       | 2      | 5      |
| 8      | India               | 0   | 1       | 2      | 3      |
| 8      | São Tomé e Príncipe | 0   | 1       | 2      | 3      |
| 10     | Guinea-Bissau       | 0   | 0       | 1      | 1      |
| 10     | Timor Est           | 0   | 0       | 1      | 1      |